# Lost in Fuseta – Ein Krimi aus Portugal
Lost in Fuseta – Ein Krimi aus Portugal ist ein zweiteiliger deutscher Kriminalfilm aus dem Jahr 2022 mit Jan Krauter in der Titelrolle des autistischen Kommissars Leander Lost. Regie führte Florian Baxmeyer. Die Geschichte, auf der die Story aufbaut, sowie die Romanreihe und die Drehbücher stammen von Holger Karsten Schmidt, der den Roman unter dem Pseudonym Gil Ribeiro verfasste.
Leander Lost, der „ein fotografisches Gedächtnis und einen messerscharfen Verstand“ hat, wird von Europol in die portugiesische Küstenstadt Fuseta geschickt. Ein Manko des Kommissars ist, dass er in Gesichtern nur schwer lesen und Ironie nicht als solche erkennen kann. Zur Erstausstrahlung des Films schrieb die ARD-Redaktion: „Regisseur Florian Baxmeyer erzählt eine unterhaltsame Kriminalgeschichte, die an den bildstarken Originalschauplätzen der Algarve spielt. Ausgangspunkt ist ein Mordfall, der zu skrupellosen Geschäften mit Trinkwasser führt.“

## Handlung

### Teil 1
Der aufgrund einer Entwicklungsstörung autistische Kommissar Leander Lost verfügt über ein fotografisches Gedächtnis und einen messerscharfen Verstand. Andererseits bereitet es ihm jedoch Probleme, Ironie zu erkennen und soziale sowie emotionale Verbindungen einzuordnen und zu verstehen. Im Rahmen eines europäischen Austauschprogramms wird Lost in das portugiesische Fischerstädtchen Fuseta versetzt. Sein erster Fall, an dem er mitarbeiten soll, ist der Mord an dem deutschen Privatdetektiv Markus Conrad. Da es Lost nicht möglich ist zu lügen, verrät er auf eine ihm hinterhältig von Sub-Inspektor Miguel Duarte gestellte Frage etwas, was er für sich behalten sollte. Als Lost sich gemeinsam mit seinen Kollegen Carlos Esteves und Graciana Rosado im Büro von Conrad umsehen will, treffen die drei dort auf Ousman Jobe, der außer Kontrolle gerät, Rosado niederschlägt, Esteves in seine Gewalt bringt und ihm ein Messer an die Kehle hält, um zu erzwingen, dass man ihn gehen lässt. Lost, der nicht in der Lage ist, Jobe einfach so laufen zu lassen, da er das nicht mit seinen Aufgaben als Polizist vereinbaren kann, bringt den Kollegen dadurch in eine gefährliche Situation, zumal der Täter auch noch damit droht, die Behausung anzuzünden, was er auch tut. Das wiederum bringt Rosado in Gefahr. Lost weiß sich in dieser Situation nur dadurch zu helfen, dass er Esteves ins Bein schießt, um anschließend den überraschten Jobe anschießen zu können, ohne dass dieser mit seinem Messer noch Schaden anrichten kann. Die Kollegen wollen daraufhin nicht mehr mit Lost zusammenarbeiten.
Graciana Rosados Schwester Soraia, die sich mit dem Asperger-Syndrom auskennt, erklärt den beiden, dass Lost gar nicht hätte anders handeln können. Sie setzt sich vehement für den Deutschen ein, sodass die Kollegen die Zusammenarbeit mit ihm doch fortsetzen wollen. Da Soraia ihnen erzählt hat, dass Menschen wie Lost oft ein fotografisches Gedächtnis hätten, versuchen die portugiesischen Beamten so mit Losts Hilfe doch noch auf Spuren zu stoßen, obwohl der absichtlich von Ousman Jobe gelegte Brand mögliche Beweise vernichtet hat.
Lost kann sich an ein Schreiben des Mineralwasserhersteller Adles erinnern, das er vor dem Brand gesehen hat, ebenso an ein Kennzeichen, bei dem sich herausstellt, dass der Wagen auf die Firma Adles zugelassen ist. Adles gehört zu Eltsen, einem in Zürich ansässigen Schweizer Konzern. Laut Handelsregister hält Eltsen die Mehrheit an Adles. Zudem haben Adles und ein Betrieb am Stausee denselben Geschäftsführer, nämlich den Schweizer Benedict, ein schleimiger Typ. Es spricht alles dafür, dass sie die Wasserversorgung im Raum Faro über Adles privatisiert haben. Eltsen zweigt von dem Reservoir Wasser ab und verkauft es in Flaschen an die Bevölkerung. Conrad hat das vermutlich entdeckt und wollte von seinem Wissen finanziell profitieren. Wahrscheinlich hat er Eltsen erpresst und wurde deshalb ermordet. Um all das zu beweisen, erfindet man eine Dienstvorschrift 240, aufgrund derer Lost dafür sorgen soll, an entsprechende Beweise zu gelangen, indem er sich auf dem Gelände des Betriebs am Stausee umsehen soll. Das klappt zwar erst sehr gut, dann macht ihm seine Ehrlichkeit jedoch wieder einen Strich durch die Rechnung. Sicherheitschef Abel Peres kommt hinzu, als Lost Ousman Jobe verfolgt, den er festnehmen will, und nimmt, nachdem er Lost niedergeschlagen hat, ihn fest. Als man ihn an seine Kollegen übergibt, bestreitet Peres mit Entschiedenheit, einen Mann namens Jobe gesehen zu haben, er wisse auch gar nicht, wer das sein solle. Lost habe sich zu verantworten, da er sich widerrechtlich auf dem Gelände des Mineralwasserherstellers befunden habe. Raul da Silva, Vorgesetzter von Esteves und Rosado, erklärt beiden, dass Lost nur dann bleiben dürfe, wenn er ihnen den Fall wegnehmen würde. Das Duo erklärt sich einverstanden.

### Teil 2
Nachdem man den Fall dem wenig beliebten Miguel Duarte übertragen hat, zeigt dieser sich nicht interessiert an den von seinen Kollegen zusammengetragenen Fakten und meint, man konstruiere sich da etwas zusammen, weil man nichts in der Hand habe. Seine Haltung ihnen gegenüber ist herablassend, so kennt man ihn.
Madalena, die Mutter von Zara Pinto, eine Wissenschaftlerin und Umweltaktivistin, ist bei einem ominösen Autounfall getötet worden. Danach brach man in ihr Haus ein und durchsuchte es, ohne wohl das zu finden, was man unbedingt haben wollte. Das Haus wurde sodann in Brand gesteckt, obwohl man annehmen musste, dass sich Zara noch darin befand. Die Minderjährige fiel dem Brand jedoch nicht zum Opfer und lebt momentan in einem Heim. Die Fälle hatte Duarte seinerzeit auf seinem Tisch, er tat aber schnell alles als Unfall ab, obwohl es auch andere Hinweise gab.
Die Leiche von Ousman Jobe wird am Strand gefunden. Ein Schnitt durch die Kehle muss ihn überrascht haben, da es keinerlei Abwehrspuren gibt. Inzwischen findet Lost heraus, dass Zara im Haus war, als ein Mann, den sie gesehen hat, dort Feuer legte. Zara konnte dem Inferno durch einen Sprung aus dem Fenster im letzten Moment entkommen. Sie händigt Lost zwei Gutachten aus, eines von ihrer Mutter und eines von einer Senhora Luisa Marques, es handelt sich um Trinkwasseranalysen. Es stellt sich heraus, dass es ein drittes Gutachten von Marques gibt, das der Gesundheitsbehörde untergeschoben wurde und andere Daten enthält als die beiden ersten. Aus ersteren geht hervor, dass das Leitungswasser und das von Pura Aqua eine identische Qualität hat. Aufgrund des der Gesundheitsbehörde vorliegenden abweichenden Gutachtens gab die Behörde eine Warnung an die Bevölkerung heraus, die vor dem Genuss von Leitungswasser warnte und empfahl, Wasser nur aus abgefüllten Flaschen zu verwenden. Marques erklärt, Eltsen fülle Wasser in Flaschen und gebe Mineralstoffe hinzu, das sei dann Pura Aqua. Statt 0,6 Cent pro Liter koste es dann ein Vielfaches, teilweise bis zwei Euro. Solche Renditen würden nicht einmal Hochrisikofonds an der Börse erzielen. Und das alles sei legal. Außerdem sei ihre Kollegin bei einem Unfall gestorben, es gebe also nichts zu ermitteln. Graciana Rosado erwidert, höchstwahrscheinlich sei Madalena Pinto genau aus diesem Grund umgebracht worden und ihre Tochter Zara schwebe jetzt in Lebensgefahr.
Lost denkt intensiv nach und bittet seine Kollegen dann, zu ihm zu kommen, denn es gebe Neuigkeiten. Ohne Umschweife erklärt er Rosado und Esteves, dass er glaube, dass Jobes Auftraggeber ein Polizist sei, einer von uns, wie er hinzufügt. Er habe sich die Frage gestellt, warum der Auftraggeber beinahe sechs Stunden gewartet habe, bevor er Jobe angewiesen habe, die Analyse von Senhora Pinto im Büro von Conrad zu suchen, um sie zu vernichten. Für den Auftraggeber habe kein Grund bestanden, frühzeitig selbst in Erscheinung zu treten, denn mit einem Unfall als Todesursache habe er auch später als Polizist noch Gelegenheit gehabt, die fraglichen Dokumente zur Kripo zu bringen, um sie dann dort verschwinden zu lassen. Es könne nur einen Grund geben, dass er Jobe veranlasst habe, in Conrads Büro einzubrechen, nämlich die Information, dass Conrad ermordet worden sei. Er habe sich dann gefragt, was so wertvoll sein könne, dass jemand sogar bereit sei, gegebenenfalls einen Mord zu begehen. Nein, nicht Geld, sondern eine Aufenthaltsgenehmigung. Das führe zu acht Personen, die Zugang zu dem Befund gehabt hätten, Luis Dias und Teresa Fiadeiro von der GNR, sie, Senhora Rosado und Senhor Esteves, Senhor Duarte, Senhor da Silva, Dr. Oliveira und er selbst. Dias und Fiadeiro könnten eine solche Genehmigung nicht ausstellen, sodass sechs Personen übrigbleiben würden. Dr. Oliveira scheide aus, weil es in ihrer Macht stehe, wann sie wen einweihe, sie, Senhora Rosado und Senhor Esteves, scheiden aus, weil Jobe sie direkt angegriffen hat, wobei das auch Teil des Plans und abgesprochen sein könnte. Er selbst sowie Esteves seien Linkshänder, der Kehlenschnitt von Jobe sei aber von links nach rechts ausgeführt worden, also von einem Rechtshänder. Da da Silva laut Annahme von Rosado ebenfalls Linkshänder sei, bleibt nach Losts Theorie nur noch Miguel Duarte übrig. Rosado erklärt, man wolle und müsse Duarte eine Falle stellen.
Als Abel Peres ins Gästehaus einbricht, um Zara Pinto zu töten, sind die Polizeibeamten zwar vorbereitet, können aber nicht verhindern, dass es zu mehreren blutigen Zwischenfällen kommt, man Peres aber letztendlich doch ausschalten kann. Am schwersten trifft es Lost, der in die Brust geschossen wird. Kurzzeitig sieht es so aus, als verliere man ihn, aber er kommt noch einmal davon. Die größte Überraschung für seine Kollegen ist, dass nicht der hochnäsige Duarte der Verräter in den Reihen der Polizei ist, sondern da Silva. Seine Bestechlichkeit fing damit an, dass er sich beim Hausbau übernommen hatte. Als die Kollegen gemeinsam mit Zara Lost im Krankenhaus besuchen und ihm erzählen, dass man es ihm freistelle, ob er sich in Hamburg auskurieren wolle, meint er, das wäre sicher vernünftig, aber ihm gefalle es besser da, wo er jetzt sei. Rosado erklärt mit Tränen in den Augen, das habe sie gehofft, und alle im Raum stimmen ihr zu.

## Produktion

### Produktionsnotizen
Der Fernseh-Zweiteiler Lost in Fuseta wurde vom 15. September bis zum 22. November 2021 an der Algarve in Portugal gedreht. Die Redaktion des Films lag bei Patrick Noel Simon und Christoph Pellander, die Aufnahmeleitung bei Maria Joao Carneiro, die Produktionsleitung bei Pedro Louro (Portugal) und Sandra Moll (ARD Degeto), die Herstellungsleitung bei Beate Balser. Dialogbuch und Dialogregie: Roland Frey, Sprecher/Sprecherinnen: Yvonne Greitzke, Martin Umbach, Daniel Fehlow. Produziert wurde der Film mit Unterstützung von Pic Portugal, Visit Portugal und ICA im Auftrag der ARD Degeto für die ARD Das Erste.
Neben der Filmmusik von Martina Eisenreich sind in beiden Teilen mehrfach Fado-Lieder der Fadosängerin Ana Moura zu hören.

### Entstehung und Vorlage
Die Romanreihe Lost in Fuseta des Autors Holger Karsten Schmidt alias Gil Ribeiro entstand ursprünglich nicht im Zusammenhang mit einer geplanten Verfilmung. Holger Karsten Schmidt sprach mit Frank Heine Blickpunkt:Film und erzählte, dass die Produzentin Simone Höller bereits im Jahr 2014 auf ihn zugekommen sei und gefragt habe, ob er nicht Lust habe, eine Geschichte über einen Asperger-Autisten zu entwickeln. Er habe daraufhin ein Konzept entwickelt, das vom Öffentlich-Rechtlichen Rundfunk zunächst abgelehnt worden sei. Da er seine Geschichten aber trotzdem unbedingt habe erzählen wollen und von seinem Konzept überzeugt war, sei er mit seinen Entwürfen zu seinem Hausverlag Kiepenheuer & Witsch gegangen, wo man das Potential des Stoffs sofort erkannt habe und so sei dann ab dem Jahr 2017 Roman für Roman entstanden. In Vorbereitung dafür hat Schmidt entsprechende Fachliteratur über Autismus studiert und intensiv mit einer Erzieherin gesprochen, die mit Kindern, die diese Entwicklungsstörung haben, arbeitet. Der Schauspieler Jan Krauter entsprach nicht den Vorstellungen von Schmidt, der den Hauptdarsteller für die Filmreihe Lost in Fuseta selbst wählen konnte. Schmidt erzählte, er habe mit seiner Frau Castingbänder angeschaut, da sei Krauter in der Reihenfolge der Auswahl die Nummer zwei gewesen, der kleine Avatar auf seinem Band habe jedoch so gar nicht seiner Vorstellung von Leander Lost entsprochen. Er habe Krauter ja nicht gekannt und sich dessen Band erst gar nicht ansehen wollen, das zum Glück aber dann doch getan und Gänsehaut gehabt. Da sei sofort klar gewesen, Jan Krauter ist Leander Lost. Jan Krauter erzählte, dass Leander Lost ihn sofort in seinen Bann gezogen und er sich gedacht habe, dass er die Rolle unbedingt haben müsse. Ihm habe die Beschreibung: ein schlaksiger Kerl mit starrenden Augen und fast keiner Mimik gefallen. Als er dann auch noch gelesen habe, dass Leander Insekten aus dem Pool rettet, was auch er tatsächlich mache, habe sich dieser Wunsch noch verstärkt, und er habe gedacht, er müsse die Rolle bekommen, egal wie.

### Veröffentlichung
Die Erstausstrahlung des Films erfolgte am 10. September 2022 im Programm der ARD Das Erste. Ab dem 8. September 2022 war der Film in der ARD Mediathek abrufbar.

#### Ausstrahlung im Ausland
In Portugal wurde der Film im Oktober 2023 vom öffentlich-rechtlichen Fernsehsender RTP2 ausgestrahlt und ist über den Streaming-Dienst RTP Play verfügbar.

## Rezeption

### Einschaltquoten
4,33 Mio. Zuschauer (Marktanteil 18,3 %) schauten sich den ersten Teil der Erstausstrahlung an, und beim zweiten Teil direkt im Anschluss daran waren es noch 3,71 Mio. (17,8 %). In der ARD Mediathek konnte der erste Teil 800.000, und der zweite Teil 824.000 Abrufe erzielen.

### Kritik
Im Tagesspiegel hielt Thomas Gehringer die Verfilmung für „geglückt“, das „Risiko“ habe sich „gelohnt“. Losts Syndrom werde dabei „nicht verharmlost“, es gebe sehr „eindrückliche Szenen, wenn seine Welt buchstäblich aus den Fugen“ gerate, „sobald die sieben Wächter, die er in seinem Zimmer“ verteile, „nicht mehr akkurat auf ihren Plätzen“ ständen. „Der deutsch-portugiesische Culture-Clash“ sei „für das Publikum ein stetes Amüsement.“
Thomas Gehringer vergab auf tittelbach.tv 4,5 von 6 möglichen Sternen. Lost in Fuseta biete konventionelle, aber spannende Krimi-Unterhaltung in visuell üppiger Verpackung. Die sympathischen Figuren in der wunderbar fotografierten Landschaft machten Laune.
Die ARD-Redaktion stellte fest: „Originell nutzt Grimme-Preisträger Holger Karsten Schmidt, der seine Portugal-Bestseller unter Pseudonym schreibt, den Asperger-Autismus seines Titelhelden, um aus psychologischen Details überraschende Wendungen und grandiose Situationskomik zu erzeugen.“ Weiter heißt es: „In der Rolle des ungewöhnlichen Ermittlers zeigt Jan Krauter eine grandiose Schauspielleistung. Er verbindet die überragenden kognitiven Fähigkeiten mit der verletzlichen Seite des Titelhelden, der alltägliches wie Mimik oder Ironie als Asperger-Autist nur mit Mühe decodieren kann.“
Die TV Spielfilm-Redaktion zeigte mit dem Daumen nach oben, gab für Humor und Action je einen von drei möglichen Punkten, für Spannung zwei und meinte einschränkend, dass „der Spannung eine gestrafftere Erzählung zugutegekommen“ wäre. Weiter hieß es lobend: „Trotzdem macht dieser Auftakt mit originellen Ideen, die den Eigenheiten der Hauptfigur entspringen, Lust auf mehr. Das Asperger-Syndrom des Protagonisten — Jan Krauter meistert diese Herausforderung klasse — wird zum Glück nicht einfach für möglichst skurrile Moment missbraucht. Zwar ist das Zusammenwachsen des sympathischen Teams durchaus auch erheiternd, viel öfter aber überraschend berührend zu beobachten. Und im zweiten Teil (im Anschluss) wird’s dann auch noch mal richtig spannend.“ Fazit: „Neuling mit Macken, aber auch Ideen, Herz und Charme.“
Harald Keller konnte sich in der Frankfurter Rundschau nicht wirklich für den Film begeistern. So bemängelte er, dass die deutsche Sprache hier „eigentlich das Portugiesische“ ersetze, „so wie es bei Hollywood-Filmen das Amerikanische“ ersetze. Dass man trotzdem irgendwie das „Lokalkolorit anklingen“ lassen wolle, indem man sich „undeutsch mit ‚Olá‘“ grüße und „mit ‚Obrigada‘“ bedanke, sei „Brabbelon statt Babylon“. Der Kriminalfall entwickele sich „eher zäh“ und ende „nicht gerade glaubwürdig“. „Originell hingegen“ sei, wie Baxmeyer Losts Ängste visualisiere, „mit wirkungsvollen Ausflügen ins Surreale“. Und natürlich zehrten „er und Kameramann Michal Grabowski enorm von der besonnten mediterranen Küstenlandschaft“.

### Fortsetzung
Anfang Dezember 2022 wurde offiziell durch die ARD Degeto bestätigt, dass die Verfilmung Lost in Fuseta – Ein Krimi aus Portugal eine Fortsetzung erfährt. Diese Fortsetzung wird allerdings nicht durch die FFP New Media produziert, sondern durch die Kölner Produktionsfirma 307 Production der Studio Hamburg Production Group. Dies liegt darin begründet, dass die Produzentin Simone Höller im Juni 2022 die Produktionsfirma gewechselt hat und nun bei 307 Production tätig ist. Neben Höller fungiert Anemone Krüzner als weitere Produzentin. Die Dreharbeiten zur Fortsetzung Lost in Fuseta – Spur der Schatten starteten im Frühjahr 2023. Die Erstausstrahlung des ersten Teils erfolgte am 4. April 2024 und des zweiten Teils am 6. April 2024 jeweils zur Hauptsendezeit im Programm der ARD Das Erste.